# 音樂永續
音樂永續（英語：The Music Must Go On, MMG），全稱「音樂永續2020」計劃，是國際唱片業協會（香港會）推出的一項支援業界的創造歌曲計劃，旨在通過重新編曲、製作、發行經典歌曲，為受2019冠狀病毒病疫情影響下的本地唱片業界提供更多工作機會，同時為市民提供娛樂。該計劃得到「創意香港」透過「創意智優計劃」撥款逾八百萬港元贊助，當中參與的唱片公司及音樂品牌共55間，由98組歌手演繹113首經典歌曲，並為業界創造了超過800個外判職位。

## 計劃詳情
此計劃於2020年10月20日下午一時開始接受申請，至2020年11月10日下午一時完結，共設120個補貼名額。
計劃同時對申請者提出以下要求：
- 申請者須從大會指定的「銷量曾獲得白金唱片或金唱片的專輯」內合計6231首歌曲[2]中選擇歌曲進行重新編曲、製作及發行。

- 申請者必須是於2019年12月31日或之前已於香港註冊的唱片公司，並於2009年1月1日至2019年12月31日期間曾在香港進行商業發行，或是指定歌曲中的原出品人。

- 成功申請者每首歌曲的錄音預算上限定為港幣六萬八千元，最高補貼額是合符資格製作總費用的90%或港幣六萬一千二百元，以較低者為準，而其中至少80％必須用於僱用至少6名專業音樂製作人員，以錄製及發行有關歌曲[3]。

- 所有作品必須以「音樂永續作品」名義，於2021年1月30日前製作完畢及在香港作公開發行。

## 製作歌曲
| 序號 | 歌名                                       | 演繹歌手                               | 原唱（按大會提供資料） | 收錄白金/金唱片（按大會提供資料）                 |
| ---- | ------------------------------------------ | -------------------------------------- | ---------------------- | ------------------------------------------------- |
| 1    | 《在乎你感受》                             | 何衍隆                                 | 陳曉東                 | 《心理遊戲》                                      |
| 2    | 《煙雨淒迷》                               | 徐偉賢                                 | 陳百強                 | 《陳百強》                                        |
| 3    | 《小黑與我》                               | 尤志豪                                 | 薛凱琪                 | 《F Best》                                        |
| 4    | 《從不知》                                 | Nel@Fantaz                             | 郭小霖                 | 《CBS新力群星盡精英第二集》                       |
| 5    | 《最愛演唱會》                             | 何弘軒                                 | 陳慧琳                 | 《In The Party》                                  |
| 6    | 《四分三日》                               | MLTI / TRAK                            | 夢劇院                 | 《夢劇院》                                        |
| 7    | 《小河淌水》                               | 區瑞強                                 | 奚秀蘭                 | 《奚秀蘭第九輯中國名曲集》                        |
| 8    | 《月光光》                                 | 區瑞強                                 | 奚秀蘭                 | 《奚秀蘭第九輯中國名曲集》                        |
| 9    | 《情濃原是痛》                             | 李詠詩                                 | 黃寶欣                 | 《她是誰》                                        |
| 10   | 《海市蜃樓》                               | 林一峰                                 | 林子祥                 | 《海市蜃樓》                                      |
| 11   | 《單車》                                   | Jaz@Fantaz                             | 陳奕迅                 | 《Shall We Dance? Shall We Talk!》                |
| 12   | 《強》                                     | Jaz@Fantaz                             | 郭富城                 | 《華納超極品音色系列》                            |
| 13   | 《失眠》                                   | 余震東                                 | 蘇永康                 | 《失眠》                                          |
| 14   | 《婚紗背後》                               | 焯皓                                   | 徐小鳳                 | 《每一步》                                        |
| 15   | 《不一樣的我》                             | 曾樂彤                                 | 張柏芝                 | 《不一樣的我》                                    |
| 16   | 《愛後餘生》                               | RU                                     | 謝霆鋒                 | 《Most Wanted 霆鋒精輯》                          |
| 17   | 《約定》                                   | 楊立門                                 | 王菲                   | 《玩具》                                          |
| 18   | 《星語心願》                               | 莫旭秋                                 | 張柏芝                 | 《任何天氣》                                      |
| 19   | 《愛的故事（上集）》                       | Elly艾妮                               | 孫耀威                 | 《So Far So... Close》                            |
| 20   | 《忘記悲傷》                               | 迪子                                   | 陳慧嫻                 | 《反叛》                                          |
| 21   | 《一萬年》（粵）／《每一天都想念》（國）   | 戴辛尉                                 | 陳曉東                 | 《心的接觸》                                      |
| 22   | 《其實我明白你暗示》                       | 阿銀（Silver Ko）                      | 羅嘉良                 | 《天地豪情》                                      |
| 23   | 《鬼馬雙星》                               | 尹光                                   | 許冠傑                 | 《Sam Hui Greatest Hits》                         |
| 24   | 《逝去的心》                               | 姜蓓莉                                 | 盧冠廷                 | 《第一階段作曲演譯精品集》                        |
| 25   | 《最後一次》                               | 張子                                   | 鄭秀文                 | 《我們的主題曲》                                  |
| 26   | 《情感的禁區》                             | 何婉盈                                 | 劉德華                 | 《情感的禁區》                                    |
| 27   | 《交換溫柔》                               | 李日朗                                 | 鄭秀文                 | 《溫柔》                                          |
| 28   | 《不拖不欠》                               | 敖嘉年                                 | 鄭秀文                 | 《華納超極品音色系列》                            |
| 29   | 《木頭人》                                 | 方俊                                   | 甄妮                   | 《數碼大碟》                                      |
| 30   | 《心淡》                                   | 黃翊                                   | 容祖兒                 | 《Love Joey Love Four》                           |
| 31   | 《最愛是誰》                               | 朱紫嬈                                 | 林子祥                 | 《最愛》                                          |
| 32   | 《聽風的歌》（粵）／《一個人的時候》（國） | RU                                     | 郭富城                 | 《聽風的歌》                                      |
| 33   | 《今生不再》                               | BOP天堂鳥                              | 黎明                   | 《Club Sandwich》                                 |
| 34   | 《麻醉》                                   | Nowhere Boys                           | Beyond                 | 《請將手放開》                                    |
| 35   | 《在雨中》                                 | 馮曦妤                                 | 劉家昌、尤雅           | 《劉家昌全新歌集在雨中》                          |
| 36   | 《迷湖》                                   | iii                                    | 王菀之                 | 《王菀之Ivana首張國語創作專輯》                   |
| 37   | 《失戀太少》                               | 黃瑋中                                 | 陳奕迅                 | 《Shall We Dance? Shall We Talk!》                |
| 38   | 《我都做得到》                             | 梁梓禧                                 | 小太陽兒童合唱團       | 《430穿梭機第二輯》                               |
| 39   | 《笑忘書》                                 | Claudia Koh（許東晴）                  | 張敬軒                 | 《My 1st Collection》                             |
| 40   | 《暗湧》                                   | SoulJase                               | 王菲                   | 《玩具》                                          |
| 41   | 《損友》                                   | SoulJase                               | 容祖兒                 | 《Love Joey Love Four》                           |
| 42   | 《愛的呼喚》（粵／國）                     | Dear Jane                              | 郭富城                 | 《愛的呼喚》                                      |
| 43   | 《深愛著你》                               | 林欣彤                                 | 陳百強                 | 《華納好精選》                                    |
| 44   | 《漣漪》                                   | 衛蘭                                   | 陳百強                 | 《精裝陳百強2》                                   |
| 45   | 《純真傳說》                               | 陳蕾                                   | 郭富城                 | 《華納超極品音色系列》                            |
| 46   | 《終身美麗》                               | 衛詩                                   | 鄭秀文                 | 《Sammi Ultimate Collection》                     |
| 47   | 《幾分鐘的約會》                           | 洪嘉豪                                 | 陳百強                 | 《雜歌賓治》                                      |
| 48   | 《零時十分》                               | 曾若華                                 | 葉蒨文                 | 《祝福經典十三首》                                |
| 49   | 《追憶》                                   | 許廷鏗                                 | 林子祥                 | 《林子祥創作歌集》                                |
| 50   | 《如何掉眼淚》                             | 鄭世豪                                 | 鄭秀文                 | 《Love Is…》                                      |
| 51   | 《親密關係》                               | 鄭世豪                                 | 鄭秀文                 | 《生活語言》                                      |
| 52   | 《遙遠的她》                               | 海俊傑                                 | 張學友                 | 《遙遠的她AMOUR》                                 |
| 53   | 《誰可改變》                               | 洪楗華                                 | 譚詠麟                 | 《愛的根源》                                      |
| 54   | 《無奈那天》                               | 王馨平                                 | 王菲                   | 《情菲得意》                                      |
| 55   | 《怪你過分美麗》                           | 王馨平                                 | 張國榮                 | 《紅》                                            |
| 56   | 《16月6日 晴》                             | SUNSET OR RISE                         | 陳奕迅                 | 《U87》                                           |
| 57   | 《愛的輓歌》（粵／國）                     | 鄭嘉嘉、歌莉雅、陳詠瑜                 | 鄭秀文                 | 《Sammi Ultimate Collection》                     |
| 58   | 《情人的眼淚》                             | 陳文琪                                 | 奚秀蘭                 | 《阿里山之歌》                                    |
| 59   | 《摩登土佬》                               | Zarahn                                 | 林子祥                 | 《摩登土佬》                                      |
| 60   | 《大亞灣之戀》                             | Winter Bagels                          | 達明一派               | 《我等著你回來》                                  |
| 61   | 《月球上的人》                             | 譚杏藍                                 | 陳奕迅                 | 《認了吧》                                        |
| 62   | 《心花怒放》                               | WHIZZ                                  | 容祖兒                 | 《Love Joey Love Four》                           |
| 63   | 《不想擁抱我的人》                         | 陳明憙                                 | 張國榮                 | 《紅》                                            |
| 64   | 《你講你愛我》                             | Yusobeit、Selene                       | Twins                  | 《Evolution》                                     |
| 65   | 《心裡日記》                               | 葉文輝                                 | 許冠傑                 | 《最緊要好玩》                                    |
| 66   | 《月滿繁星夜》                             | Ashia                                  | 浮世繪                 | 《新藝寶金曲金碟VOL. II》                         |
| 67   | 《士多啤梨蘋果橙》                         | 安俊豪                                 | Twins                  | 《Magic》                                         |
| 68   | 《我愛白雲》                               | 徐偉賢                                 | 陳百強                 | 《喝采》                                          |
| 69   | 《錫晒你》                                 | 甄詠珊                                 | 許冠傑                 | 《79-80寶麗金金唱片特輯》                         |
| 70   | 《大地》                                   | 可嵐                                   | Beyond                 | 《秘密警察》                                      |
| 71   | 《非男非女》                               | 王若琪                                 | 鄭秀文                 | 《我們的主題曲》                                  |
| 72   | 《怎麼捨得你》                             | 糖兄妹                                 | 張學友                 | 《不老的傳說》                                    |
| 73   | 《愛我還是他》                             | 糖兄妹                                 | 陶喆                   | 《太平盛世》                                      |
| 74   | 《你不在》                                 | 陳凱彤                                 | 王力宏                 | 《不可思議》                                      |
| 75   | 《難忘您》                                 | 馮曦妤                                 | 許冠傑                 | 《難忘您·紙船》                                   |
| 76   | 《父母恩》                                 | 黎瑞恩 feat. Sheree & Tyrone           | 許冠傑                 | 《賣身契》                                        |
| 77   | 《忘情冷雨夜》                             | 黎瑞恩                                 | 張學友                 | 《衹願一生愛一人》                                |
| 78   | 《天黑黑》                                 | 泳兒                                   | 孫燕姿                 | 《The Moment》                                    |
| 79   | 《黑暗中漫舞》                             | 盧巧音                                 | 陳奕迅                 | 《Shall We Dance? Shall We Talk!》                |
| 80   | 《拋物線》                                 | 林家謙                                 | 蔡健雅                 | 《若你碰到他》                                    |
| 81   | 《難得有情人》（粵／國）                   | 陳明憙                                 | 關淑怡                 | 《超白金精選》                                    |
| 82   | 《左右手》                                 | 海俊傑                                 | 張國榮                 | 《Leslie BELOVED 鍾情張國榮》                     |
| 83   | 《天生一對》                               | BINGO                                  | 夢劇院                 | 《天生一對》                                      |
| 84   | 《如果有一天》                             | RU                                     | 劉德華                 | 《Everyone Is No. 1》                             |
| 85   | 《狂野之城》                               | BOP天堂鳥                              | 郭富城                 | 《華納超極品音色系列》                            |
| 86   | 《帝女花之香夭》                           | 黃浩邦 feat. 趙展彤                    | 林嘉華、胡燕妮         | 《群星高唱》                                      |
| 87   | 《請將手放開》                             | MLTI / TRAK                            | Beyond                 | 《請將手放開》                                    |
| 88   | 《Erica》                                  | 羅啟聰                                 | 側田                   | 《From Justin – Collection of His First 3 Years》 |
| 89   | 《傾城》                                   | 老虎歌皇                               | 許美靜                 | 《靜聽精彩13首》                                  |
| 90   | 《愛沒有不對》                             | 方文                                   | 陳百強                 | 《凝望》                                          |
| 91   | 《流非飛》                                 | 享樂團                                 | 王菲                   | 《情菲得意》                                      |
| 92   | 《我懷念的》                               | 黃靖                                   | 孫燕姿                 | 《逆光》                                          |
| 93   | 《早知》                                   | Zpecial                                | 謝霆鋒                 | 《Most Wanted 霆鋒精輯》                          |
| 94   | 《我會掛念你》                             | Zpecial                                | 陳慧琳                 | 《誰願放手精選17首》                              |
| 95   | 《"早晨…"》                                | 顏培珊                                 | 林憶蓮                 | 《灰色》                                          |
| 96   | 《淺草妖姬》                               | 李端嫻                                 | 周啟生                 | 《華納經典金曲十三首》                            |
| 97   | 《小峽谷之1234》                           | 李端嫻                                 | 薛凱琪                 | 《F Best》                                        |
| 98   | 《英雄出少年》                             | 葉振棠                                 | 關正傑                 | 《英雄出少年》                                    |
| 99   | 《祝福》                                   | 方伊琪                                 | 汪明荃                 | 《歡樂年年》                                      |
| 100  | 《長夜》                                   | 張武孝                                 | 蔡國權                 | 《猛片勁歌寶麗金》                                |
| 101  | 《愛是永恆》（粵／國）                     | 賈思樂                                 | 張學友                 | 《不老的傳說》                                    |
| 102  | 《畫出彩虹》                               | 歐信希                                 | 陳百強                 | 《百強84》                                        |
| 103  | 《海闊天空》                               | 鮑比達、4te!                           | Beyond                 | 《The Ultimate Story》                            |
| 104  | 《蔓珠莎華》                               | 鮑比達、4te! feat. 黃翠珊              | 梅艷芳                 | 《梅艷芳》                                        |
| 105  | 《愛情陷阱》                               | 鮑比達、4te! feat. Chlara              | 譚詠麟                 | 《愛情陷阱》                                      |
| 106  | 《我的故事》                               | 露雲娜                                 | 陳百強                 | 《夢裏人》                                        |
| 107  | 《歡樂年年／迎春花／大家恭喜》             | 露雲娜、方伊琪、葉振棠、李龍基、歐信希 | 鄭少秋、汪明荃         | 《歡樂年年》                                      |
| 107  | 《歡樂年年／迎春花／大家恭喜》             | 露雲娜、方伊琪、葉振棠、李龍基、歐信希 | 李寶瑩、文千歲         | 《大家恭喜·歡樂年年》                             |
| 108  | 《與淚抱擁》                               | 李偉                                   | 陳慧嫻                 | 《反叛》                                          |
| 109  | 《神魂顛倒》                               | 異人問津館                             | 容祖兒                 | 《我的驕傲》                                      |
| 110  | 《一夜成名》                               | WW                                     | 鄭秀文                 | 《我們的主題曲》                                  |
| 111  | 《尋找獨角獸》                             | WW                                     | 薛凱琪                 | 《F Best》                                        |
| 112  | 《天才與白痴》                             | 聶安達（Anders Nelsson）               | 許冠傑                 | 《Sam Hui Greatest Hits》                         |
| 113  | 《夜來香》（粵／國）                       | Bossa Negra                            | 鄧麗君                 | 《一封情書》                                      |

## 軼事
大會於部分歌曲胡亂提供原唱者。